# Цикъл на Кори
Цикълът на Кори е процес, при който съединенията, продукти на частичния метаболизъм на глюкозата в някои тъкани, се транспортират до черния дроб (и в редки случаи до бъбреците), където от тях се ресинтезира глюкозата. Например лактатът, образуван в скелетните мускули и червените кръвни клетки от глюкозата, се транспортира до черния дроб и бъбреците, където от него отново се образува глюкоза, която след това постъпва в кръвта и тъканите.
Цикълът е наречен на своите откриватели, американските биохимици Карл Фердинанд Кори и Гърти Кори.